# Danh sách giải thưởng và đề cử của Sia
Sia Furler là một ca sĩ, người viết bài hát và nhà sản xuất thu âm người Úc. Cô đã phát hành bảy album phòng thu: OnlySee (1997), Healing Is Difficult (2002), Colour the Small One (2004), Some People Have Real Problems (2008), We Are Born (2010), 1000 Forms of Fear (2014), và This Is Acting (2016). Cô phát hành album trực tiếp Lady Croissant vào năm 2007, và album tuyển tập Best Of... được phát hành tại Úc năm 2012.
Năm 2002, Sia nhận được Giải Người viết bài hát Đột phá từ Giải thưởng Âm nhạc của APRA, do Australasian Performing Right Association (APRA) tổ chức. Kể từ đó, Sia đã được đề cử cho ba Giải Sự lựa chọn của Công chúng, hai Giải Brit, bốn Giải thưởng Âm nhạc Thế giới, và hai Giải Quả cầu vàng. Cô đã đoạt được ba Giải NRJ, một Giải Video âm nhạc của MTV, 10 Giải thưởng Âm nhạc của ARIA, và tám Giải thưởng Âm nhạc của APRA.
Sia đã nhận được tổng cộng tám đề cử cho Giải Grammy. "Chandelier" đã từng được đề cử ở hạng mục Thu âm của năm và Bài hát của năm tại lễ trao giải năm 2015.

## Giải AIR
| Năm  | Đề cử / Tác phẩm     | Giải thưởng                      | Kết quả | Tk.   |
| ---- | -------------------- | -------------------------------- | ------- | ----- |
| 2014 | Sia                  | Nghệ sĩ Độc lập Xuất sắc nhất    | Đề cử   | [ 1 ] |
| 2014 | "Chandelier"         | Đĩa đơn/EP Độc lập Xuất sắc nhất | Đề cử   | [ 1 ] |
| 2014 | "1000 Forms Of Fear" | Album Độc lập Xuất sắc nhất      | Đề cử   | [ 1 ] |

## Giải thưởng Âm nhạc của APRA

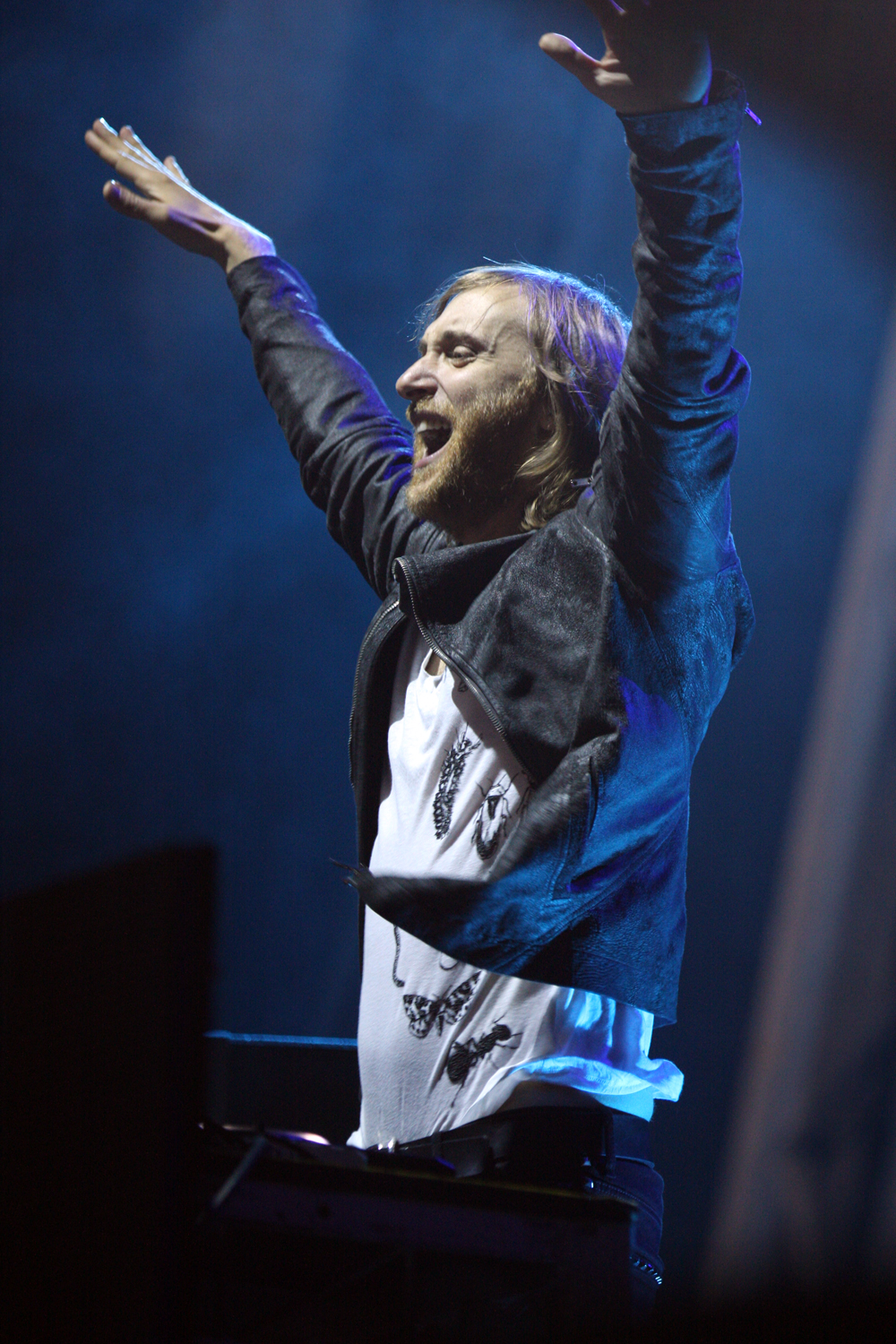
David Guetta (ảnh) và Sia đã được đề cử cho hạng mục Ca khúc Pop của năm cho bài hát Titanium.

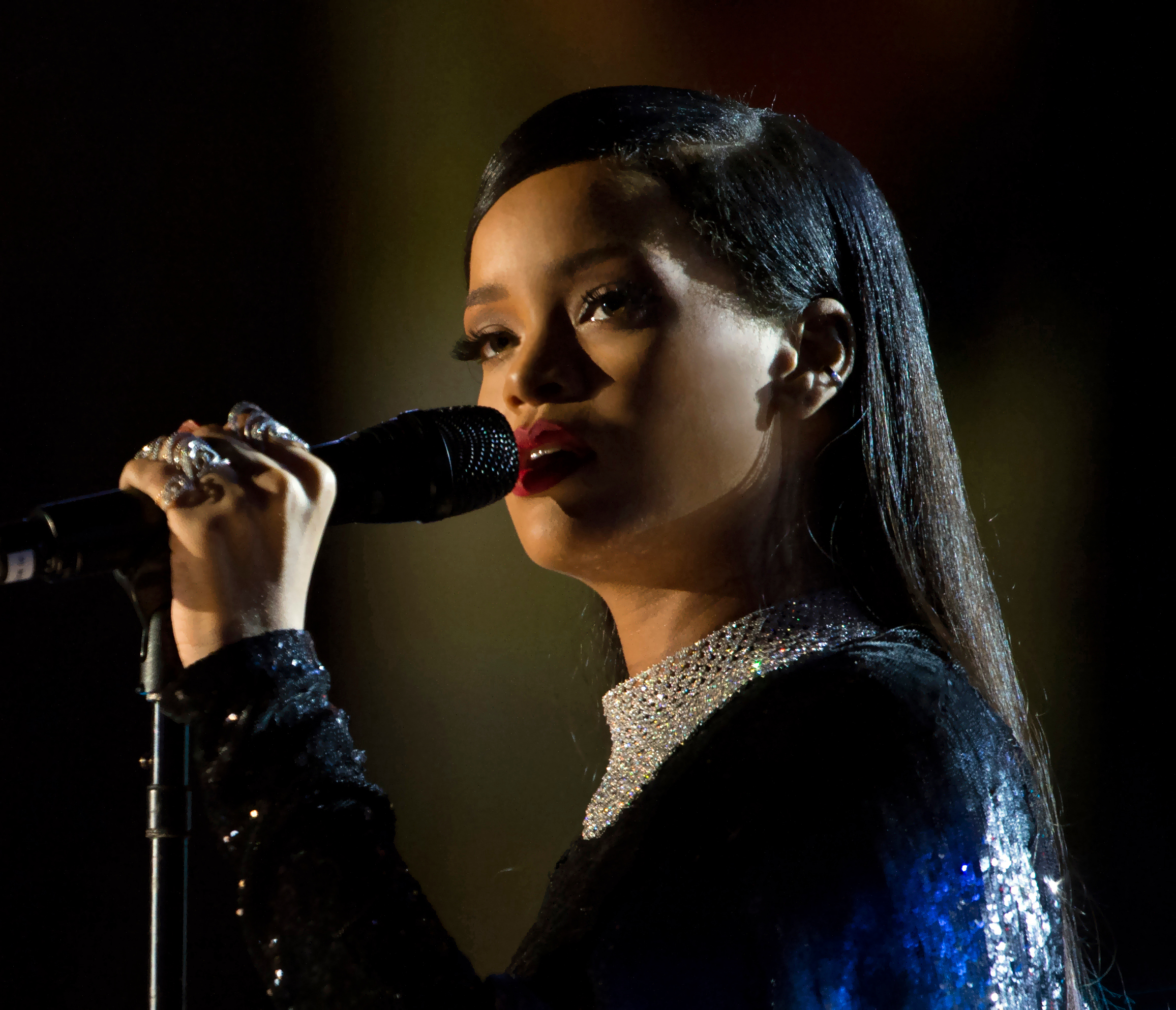
Rihanna trình bày bài hát "Diamonds".

Giải thưởng Âm nhạc của APRA được Hiệp hội Âm nhạc Australasian Performing Right Association (APRA) tổ chức. Giải thưởng công nhận những thành tựu của "những người viết bài hát, nhà soạn nhạc và các thành viên xuất bản nổi bật trong Nghệ thuật Đương đại Phổ biến, Nghệ thuật Âm nhạc và Nhạc Screen". Những người được đề cử và chiến thắng được xác định bởi hơn 60.000 thành viên có đủ tư cách để bình chọn của APRA, bởi các thành viên trong hội đồng quản trị, hoặc bởi "bản phân tích thống kê dựa theo APRA". Theo APRA, hạng mục Bài hát của năm là giải thưởng âm nhạc "đồng đẳng" bình chọn duy nhất tại Úc. Sia đã nhận được tám giải thưởng từ mười sáu đề cử. Tháng 3 năm 2015, cô đoạt giải "Người viết bài hát Xuất sắc nhất" trong ba năm liên tiếp - là nghệ sĩ đầu tiên làm được điều đó, được Brett Cottle (APRA AMCOS CEO) miêu tả là "chưa từng xảy ra, và rất có khả năng, là một thành tựu không bao giờ được lặp lại của một trong những người viết bài hát tài năng nhất của chúng tôi."
| Năm  | Nỗ lực được đề cử                           | Giải thưởng                                           | Kết quả   | Tk.    |
| ---- | ------------------------------------------- | ----------------------------------------------------- | --------- | ------ |
| 2002 | Sia Furler                                  | Giải Người viết bài hát Đột phá                       | Đoạt giải | [ 5 ]  |
| 2011 | "Clap Your Hands"                           | Bài hát của năm                                       | Đề cử     | [ 6 ]  |
| 2012 | "Titanium" (David Guetta hợp tác với Sia)   | Ca khúc Dance của năm                                 | Đề cử     | [ 7 ]  |
| 2013 | Sia Furler                                  | Người viết bài hát của năm                            | Đoạt giải | [ 8 ]  |
| 2013 | "Diamonds" (trình bày bởi Rihanna)          | Ca khúc Pop của năm                                   | Đề cử     | [ 9 ]  |
| 2013 | "I Love It" (Hilltop Hoods hợp tác với Sia) | Ca khúc Urban của năm                                 | Đoạt giải | [ 10 ] |
| 2013 | "I Love It" (Hilltop Hoods hợp tác với Sia) | Ca khúc của nước Úc được Chơi Nhiều nhất              | Đề cử     | [ 11 ] |
| 2014 | Sia Furler                                  | Người viết bài hát của năm                            | Đoạt giải | [ 12 ] |
| 2015 | "Chandelier"                                | Bài hát của năm                                       | Đoạt giải | [ 13 ] |
| 2015 | "Chandelier"                                | Bài hát Pop Hay nhất của năm                          | Đề cử     | [ 13 ] |
| 2015 | "Chandelier"                                | Ca khúc của nước Úc được Chơi Nhiều nhất              | Đề cử     | [ 13 ] |
| 2015 | Sia Furler                                  | Người viết bài hát của năm                            | Đoạt giải | [ 13 ] |
| 2016 | "Chandelier"                                | Ca khúc của nước Úc được Chơi Nhiều nhất ở Nước ngoài | Đoạt giải | [ 13 ] |
| 2017 | "Cheap Thrills"                             | Ca khúc của nước Úc được Chơi Nhiều nhất              | Đề cử     | [ 14 ] |
| 2017 | "Cheap Thrills"                             | Ca khúc Pop của năm                                   | Đoạt giải | [ 14 ] |
| 2017 | "Alive"                                     | Ca khúc Pop của năm                                   | Đề cử     | [ 14 ] |

## Giải thưởng Âm nhạc của ARIA
Giải thưởng Âm nhạc của Hiệp hội Công nghiệp ghi âm Úc được tổ chức hàng năm bởi Hiệp hội Công nghiệp ghi âm Úc (ARIA). Sia đã nhận được 10 giải thưởng từ 28 đề cử.
| Năm  | Nỗ lực được đề cử                           | Giải thưởng                 | Kết quả   | Tk.    |
| ---- | ------------------------------------------- | --------------------------- | --------- | ------ |
| 2009 | TV Is My Parent                             | DVD Âm nhạc Hay nhất        | Đoạt giải | [ 15 ] |
| 2010 | We Are Born                                 | Album của năm               | Đề cử     | [ 16 ] |
| 2010 | We Are Born                                 | Nghệ sĩ nữ Xuất sắc nhất    | Đề cử     | [ 16 ] |
| 2010 | We Are Born                                 | Đĩa đơn Độc lập Hay nhất    | Đoạt giải | [ 16 ] |
| 2010 | We Are Born                                 | Album Pop Hay nhất          | Đoạt giải | [ 16 ] |
| 2010 | "Clap Your Hands"                           | Đĩa đơn của năm             | Đề cử     | [ 16 ] |
| 2010 | "Clap Your Hands"                           | Video âm nhạc Xuất sắc nhất | Đoạt giải | [ 16 ] |
| 2012 | "I Love It" (Hilltop Hoods hợp tác với Sia) | Bài hát của năm             | Đề cử     | [ 17 ] |
| 2014 | 1000 Forms of Fear                          | Album của năm               | Đoạt giải | [ 18 ] |
| 2014 | 1000 Forms of Fear                          | Nghệ sĩ nữ Xuất sắc nhất    | Đoạt giải | [ 18 ] |
| 2014 | 1000 Forms of Fear                          | Album Pop Hay nhất          | Đoạt giải | [ 18 ] |
| 2014 | 1000 Forms of Fear                          | Bìa album Đẹp nhất          | Đề cử     | [ 18 ] |
| 2014 | "Chandelier"                                | Bài hát của năm             | Đề cử     | [ 18 ] |
| 2014 | "Chandelier"                                | Video âm nhạc Xuất sắc nhất | Đoạt giải | [ 18 ] |
| 2015 | "Elastic Heart"                             | Nghệ sĩ nữ Xuất sắc nhất    | Đề cử     | [ 19 ] |
| 2015 | "Elastic Heart"                             | Đĩa đơn Pop hay nhất        | Đề cử     | [ 19 ] |
| 2015 | "Elastic Heart"                             | Bài hát của năm             | Đề cử     | [ 19 ] |
| 2016 | This Is Acting                              | Nghệ sĩ nữ Xuất sắc nhất    | Đoạt giải |        |
| 2016 | This Is Acting                              | Album của năm               | Đề cử     | [ 20 ] |
| 2016 | This Is Acting                              | Album Pop Hay nhất          | Đề cử     | [ 20 ] |
| 2016 | This Is Acting                              | Đĩa đơn Độc lập Hay nhất    | Đề cử     | [ 20 ] |
| 2016 | "Cheap Thrills"                             | Bài hát của năm             | Đề cử     | [ 20 ] |
| 2016 | "Cheap Thrills"                             | Video của năm               | Đề cử     | [ 20 ] |
| 2017 | "The Greatest"                              | Nghệ sĩ nữ Xuất sắc nhất    | Đoạt giải | [ 20 ] |
| 2017 | "The Greatest"                              | Đĩa đơn Pop hay nhất        | Đề cử     |        |
| 2017 | "The Greatest"                              | Đĩa đơn Độc lập Hay nhất    | Đề cử     |        |
| 2017 | "The Greatest"                              | Video âm nhạc Xuất sắc nhất | Đề cử     |        |
| 2017 | "The Greatest"                              | Bài hát của năm             | Đề cử     |        |

## Giải ASCAP
Giải ASCAP được tổ chức bởi tổ chức American Society of Composers, Authors and Publishers (Tổ chức Xã hội Mỹ của các Nhà soạn nhạc, Tác giả và Nhà xuất bản).

### Giải thưởng Phim Ảnh và Âm nhạc Truyền hình của ASCAP
Giải thưởng Phim Ảnh và Âm nhạc Truyền hình của ASCAP được tổ chức hàng năm nhằm vinh danh các tác giả sáng tác lời bài hát và các nhà sản xuất của những bài hát nhạc phim được biểu diễn nhiều nhất. Sia đã đạt một giải.
| Năm  | Đề cử / Tác phẩm | Giải thưởng                            | Kết quả   |
| ---- | ---------------- | -------------------------------------- | --------- |
| 2015 | "Annie"          | Bộ phim có doanh thu phòng vé đứng đầu | Đoạt giải |